# Гутасага
Гутасага — скандинавская сага, включающая историю острова Готланд до его христианизации, а также несколько договоров острова со Швецией. Рукописный памятник древнескандинавского права.
Сага была написана в XIII веке и сохранилась в единственном рукописном экземпляре. Входит в сборник Codex Holm. B 64, датированный приблизительно 1350 годом, хранящийся в Королевской библиотеке Швеции в Стокгольме, вместе с Гуталагом, сводом законов Готланда.
Текст написан на древнегутнийском диалекте древнеисландского языка.
«Гутасага» содержит описание нескольких договоров Готланда со Швецией, в которых утверждается их взаимовыгодность. В тексте отмечены права и обязанности шведского короля, ярла и епископа по отношению к Готланду. Поэтому это произведение стоит рассматривать не только как исторический труд, но и как патриотическое произведение. А описание процесса христианизации острова явно свидетельствует и о христианской направленности повествования.

## О структуре
Изначально текст саги не был озаглавлен и просто входил в «Гуталаг». Только при первом издании «Гуталага» в 1852 году, шведский ученый Карл Юхан Шлютер дал саге название — «История Готланда» (Historia Gotlandiae). Позже, уже в 1859 году, другой шведский исследователь Карл Сэве озаглавил текст «Сагой о гутах» (Gutasaga) и именно это название стало общепринятым в науке.
Текст саги не имел внутреннего деления. Шлютер разделил его на 6 глав, исходя из их содержания.

## О гутах
Гутов часто относят к готам. Так, этноним гут для определения населения Готланда и этноним гот в восточном и западном диалектах древнеисландского языка звучит одинаково: в восточном — гутар; в западном — готар. Среди всех германских племён этот этноним относится только к готам и гутам. Это могло являться причиной, почему гуты не выделялись как отдельная группа вплоть до «De origine actibusque Getarum» Иордана. У Птолемея есть упоминания о гутах, населявших юг острова Скандия.

## Изложение фактов

### С основания до переселения в южную Европу
Сага начинается с Тьельвара (др.гут. Þjelvar) — первого человека, вступившего на остров, и его сына Хафти, у которого было три сына — Грайпр, Гути и Гунфьяун, родоначальники гутов. Имя Гути является эпонимом Готланда. Сыновья Хафти поделили Готланд на три тридьунга (þriþiung).
Далее сага повествует о переселении с острова трети населения вследствие перенаселённости, на что есть множество теорий.
через долгое время, потомки этих троих так размножились, что земли перестало хватать на всех. Тогда они тянули жребий, и каждый третий был выбран для исхода, и они могли взять с собой всё, что им принадлежало, кроме земли. … они пошли вверх по Двине, через Россию. Они ушли так далеко, что достигли земель греков. … они поселились там, и до сих пор живут там, и до сих пор в их языке есть что-то из нашего.
Одни ученые соотносят эти сведения с миграцией готов, которым пришлось уйти в «земли греков» во время Великого переселения народов. Это согласуется с первым упоминанием готов в авторитетных источниках: Евсевий Кесарийский сообщает, что они опустошили «Македонию, Грецию, Понт и Азию» в 263 году. Тогда эмиграция, скорее всего, происходила в I веке нашей эры и в последующие два века переселенцы всё больше отрывались от родины, комментарий о том, что в языке эмигрантов «всё ещё есть что-то» гутское, позволяет сделать вывод о разделении диалектов. Рассказы о происходящем должны были передаваться устно в течение почти тысячелетия, прежде чем был записан текст.
Археологические исследования указывают на значительное уменьшение находок и изменение типов древностей на Готланде в конце V века — первой половине VI века, что говорит о значительном уменьшении численности населения острова в этот период. Одновременно в Восточной Прибалтике и в Северо-Западной Руси археологи констатируют готландское влияние на некоторые типы древностей.
В хронике середины XVI века «Происхождение, переселения, войны и колонии кимвров и готов», написанной на латыни датским священником Николаем Петрейем, говорится, что, в течение столетий население Готланда сильно увеличивалось. Тогда один из потомков Тьельвара, правитель Готланда — Хангвар созвал всеобщий совет, который постановил выслать по жребию из страны каждого третьего мужчину. Хангвар собрал войско из 15 тысяч воинов и с флотом из «бесчисленных кораблей» отплыл в Эстонию. Это произошло в 903 г. «после всемирного потопа».
Упоминание Двины вполне согласуется с Вельбарской культурой. Исторически сложилось так, что готы придерживались Вислы, но в эпоху викингов вместо Вислы именно Двино-Днепрский водный путь стал главным торговым путём к грекам, поэтому неудивительно, что он заменил Вислу и как традиционный путь переселения.
Возможно миграция с острова случалась неоднократно.
Далее в главе делается краткое описание языческих культов, практиковавшихся на острове до христианизации.

### Вхождение в состав Шведского королевства
Вторая глава рассказывают о вхождении Готланда в состав Швеции. И хотя в саге говорится, что в войнах со свеями гуты побеждали, в конце концов они стали отправлять посольства к свеям с предложением мирного договора. Как следует из дальнейшего текста саги, посольство было сопряжено с высоким риском для жизни для посла, поэтому посланный Авайра Соломенная нога потребовал заплатить ему 3 вергельда за него самого, его сына и его жену. Авайр добился мира со свеям. Здесь же в тексте упомянуты саги о колдовстве и мудрости Авайра, не дошедшие до нас.
По договору гуты стали платить дань Швеции — шестьдесят марок серебра ежегодно (из них 40 — конунгу Швеции, и 20 — ярлу Швеции). Было образовано общее для свеев и гутов пространство со свободной миграцией, торговлей и судебной защитой. Подчеркнуто право гутов требовать от конунга свеев защиты во время их пребывания в Швеции и наоборот. При этом остров сохранил самоуправление в виде тингов разных уровней. Это должно было случиться до конца IX века, когда Вульфстан из Хедеби доложил, что остров подчиняется шведам.
В третьей главе кратко упомянут визит Олафа Святого на остров Готланд во время его изгнания из Норвегии и начало распространения Олафом христианства на острове.

### Христианизация острова
В четвертой главе, на примере первых церквей на Готланде, рассказывается как распространялось христианство на острове. Согласно саги христианство на острове укреплялось купцами. Новая религия встретила сопротивление местного населения и первая церковь была сожжена (теперь это место, дословно названное «сожжённое место», находится в современном дворе Кульстеде в приходе Валльс, западнее Румы). После была воздвигнута ещё одна церковь, которой удалось устоять. Тем не менее, сага говорит о ненасильственном принятии гутами христианства и живо описывает все перипетии того, как построивший церковь уговорил народ не жечь её.
В пятой главе рассказано о том, как Готланд стал подчиняться линчёпингскому епископу, и о порядке и времени посещения епископом острова, условиях и размере взимаемой им платы, порядке разрешения им споров и обращения к нему.
В шестой главе подробно описываются права конунга Швеции и гутов в призыве на ледунг — когда конунг может это требовать, и когда этому требованию гуты могут безнаказанно не подчиняться. При этом уточняется, что свеи могут требовать участия гутов в ледунге только против язычников, но не христиан.
Также, в последней главе описываются некоторые процессуальные моменты взаимоотношений Готланда и Швеции. Такие, например, как право на собрание, порядок отдачи приказов. Уточняется порядок сбора и передачи дани свеям:
Может произойти такая несправедливость, что коронованный конунг будет силой изгнан из своего государства. Тогда гуты не должны платить дань, но [должны] удерживать её в течение трех лет. И они должны, однако, собирать дань ежегодно и хранить её, но пусть отдадут её тогда, когда пройдет три года, тому, кто в то время будет править в Швеции.

## Русский текст
Сыромятников С. Н. Балтийские Готы и Гута-сага // Живая старина. Периодическое издание Отделения этнографии Императорского Русского географического общества. 1892. Вып. I. — Спб.: Типография С. И. Худекова, 1892.